# Ejército del Distrito Central
El Ejército del Distrito Central (中部軍 Chubu gun) era un ejército de campaña del Ejército Imperial Japonés responsable de la defensa de las islas de origen japonés durante la Guerra del Pacífico. Era uno de los mandos regionales en las islas de origen japonés que informaban al Mando de Defensa General.

## Comandantes

### Oficiales al mando
|   | Nombre                           | Desde                   | Hasta                   |
| - | -------------------------------- | ----------------------- | ----------------------- |
| 1 | Teniente General Kesago Nakajima | 2 de agosto de 1937     | 26 de agosto de 1937    |
| 2 | Teniente General Hasunuma Ban    | 26 de agosto de 1937    | 28 de diciembre de 1937 |
| 3 | Teniente General Hisao Tani      | 28 de diciembre de 1937 | 1 de agosto de 1939     |
| 4 | Teniente General Waichiro Sonobe | 1 de agosto de 1939     | 9 de marzo de 1940      |
| 5 | Teniente General Iwamatsu Yoshio | 9 de marzo de 1940      | 20 de junio de 1941     |
| 6 | Teniente General Fujii Yoji      | 20 de junio de 1941     | 17 de agosto de 1942    |
| 7 | Teniente General Jun Ushiroku    | 17 de agosto de 1942    | 21 de febrero de 1944   |
| 8 | Teniente General Shōjirō Iida    | 21 de febrero de 1944   | 1 de diciembre de 1944  |
| 9 | Teniente General Masakazu Kawabe | 1 de diciembre de 1944  | 1 de febrero de 1945    |